# Cyathea batjanensis
Cyathea batjanensis är en ormbunkeart som först beskrevs av Christ, och fick sitt nu gällande namn av Edwin Bingham Copeland. Cyathea batjanensis ingår i släktet Cyathea och familjen Cyatheaceae. Inga underarter finns listade.